# Miltogramma nuda
Miltogramma nuda är en tvåvingeart som beskrevs av Boris Borisovitsch Rohdendorf 1934. Miltogramma nuda ingår i släktet Miltogramma och familjen köttflugor.
Artens utbredningsområde är Egypten. Inga underarter finns listade i Catalogue of Life.